# Sidi M'Hamed
Sidi M'Hamed (em árabe: سيدي امحمد) é uma comuna localizada na província de Argel, no norte da Argélia. Em 2008, sua população era de 67 873 habitantes.